# Burla (Odisha)
Burla es una ciudad y comité de área notificada situada en el distrito de Sambalpur en el estado de Odisha (India). Su población es de 46698 habitantes (2011). Se encuentra a orillas del río Mahanadi a 271 km de Bhubaneswar y a 9 km de Sambalpur.

## Demografía
Según el censo de 2011 la población de Burla era de 46698 habitantes, de los cuales 23669 eran hombres y 23029 eran mujeres. Burla tiene una tasa media de alfabetización del 85,68%, superior a la media estatal del 72,87%: la alfabetización masculina es del 91,29%, y la alfabetización femenina del 79,95%.